# Комсомольская площадь (Хабаровск)
Комсомольская площадь (до 1923 — Соборная площадь, до 1930-х годов — Красная площадь) — одна из старейших площадей города Хабаровска.

## История
В дореволюционные годы площадь называлась Соборной, по месту Успенского собора. После революции началась активная антирелигиозная политика. В 1923 году постановлением Хабаровского городского Совета переименована в Красную площадь.
В 1930-е годы Успенский собор был снесен.
На месте собора были построены ворота парка ОДОСА Площадь перед парком получила название Комсомольской, название которой сохранилось до сих пор.

Комсомольская площадь и памятник «Героям Гражданской войны на Дальнем Востоке», май 1983 года.

В 1956 году был поставлен Памятник героям гражданской войны на Дальнем Востоке. Центром памятника стал двадцатидвухметровый четырёхгранный обелиск из серого тёсанного гранита, увенчанный бронзовой пятиконечной звездой в лавровых ветвях. На постаменте памятника три фигуры ростом 3 метра: партизан в овчинном тулупе с пулемётом «Максим», комиссар и красногвардеец с винтовкой и развёрнутым советским знаменем — как символ сплочения борющегося народа. Ниже выбиты слова:
Героям Гражданской войны на Дальнем Востоке 1918 - 1922 гг.
На боковой стороне постамента выбиты слова из песни «По долинам и по взгорьям»:
И останутся как в сказке,
Как манящие огни,
Штурмовые ночи Спасска,
Волочаевские дни…
С 1994 по 2001 шла реконструкция площади, в результате которой был восстановлен Успенский Собор. После восстановления, Комсомольскую площадь разделили на, собственно, Комсомольскую, которая сохранила прежнее название, и Соборную — на которой стал располагаться храм. На месте бывшего парка ОДОСА в 2015 году была открыта новая площадь «Город воинской славы» с одноимённой стелой в центре, которое было приурочено к присвоению Хабаровску почетного звания Город воинской славы.
|  |  |

|  |  |